# إخماد (علم الفلك)

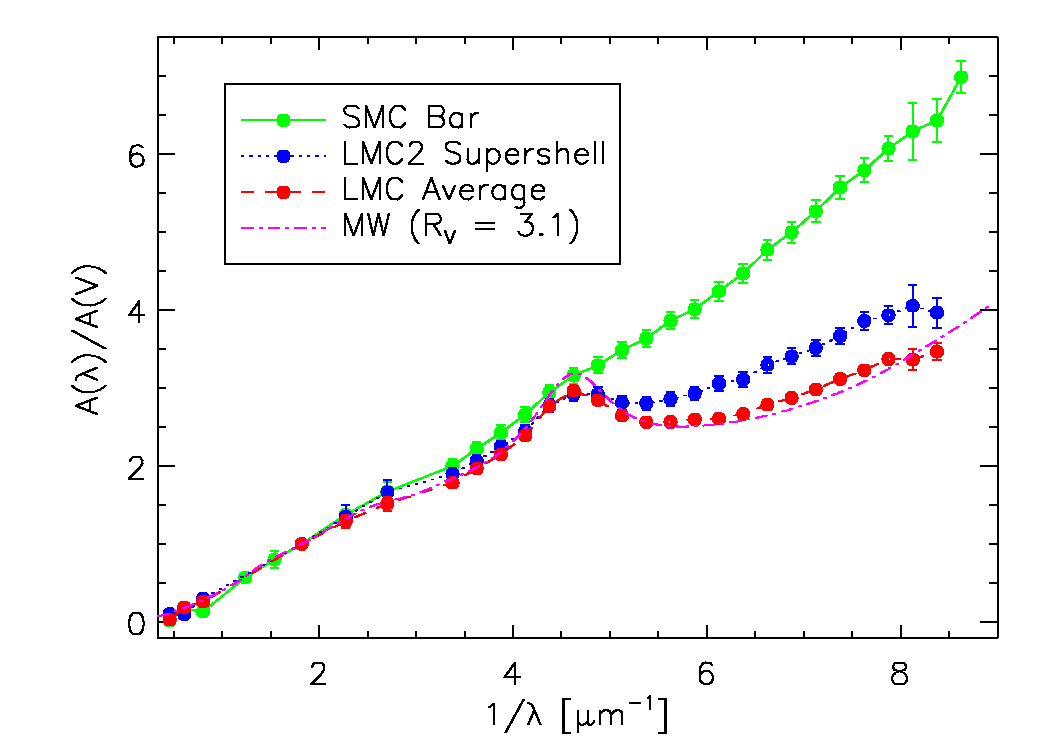
مخطط بياني يبين معدل منحنيات الأطفأ الفلكي لكل من درب التبانة MW وسحابة ماجلان الكبرى LMC وقضيب سحابة ماجلان الصغرى SMC المنحنيات مرسومة مقابل طول مواجي/1 لإبراز الأشعة فوق البنفسجية.

في علم الفلك الأطفأ الفلكي، أوالإخماد الفلكي هو امتصاص وتشتت الإشعاع الكهرومغناطيسي بسبب وجود الغبار والغاز بين الجرم الفلكي الباعث للضوء والمراقب. وثق الإخماد الفلكي بين النجوم لأول مرة في عام 1930 بواسطة الفلكي السويسري روبرت يوليوس ترومبلر. الذي اكتشف أن العناقيد النجمية البعيدة تبدو باهتة أكثر مما كان متوقعا استنادا إلى بعدها فقط .علي الرغم من أن آثار الإخماد الفلكي لوحظت في عام 1847 من قبل الفلكي الألماني فريدريك جورج ويهيلم فون ستروف وتأثير الإخماد الفلكي على ألوان النجوم لوحظ أيضا من قبل عدد من الأفراد الذين لم يربطوا بينة وبين الوجود السائد للغبار المجري.
الإخماد الفلكي للنجوم التي تقع بالقرب من مستوى درب التبانة والتي تقع ضمن بضعة آلاف من الفراسخ الفلكية من الأرض في النطاق الترددي البصري هو قيمة مرتبة من 1.8  مقدار لكل ألف فرسخ فلكي. وبالنسبة لمراقب من الأرض، ينشأ الإخماد سواء من الوسط بين النجوم أو الغلاف الجوي للأرض وقد ينشأ أيضا من الغبار المحيط بالجرم المرصود.لذلك يتطلب الإخماد الجوي القوي في بعض مناطق الطول الموجي (مثل الأشعة السينية والأشعة فوق البنفسجية والأشعة تحت الحمراء) استخدام المراصد الفضائية.وبما أن الضوء الأزرق موهون بقوة أكثر بكثير من الضوء الأحمر، يجعل الإخماد الأجسام تبدو محمرة مما كان متوقعا، وهي ظاهرة يشار إليها بإحمرار ما بين النجوم .
يحدث الإخماد الفلكي لأن الحجم النموذجي لحبيبات الغبار بين النجوم مماثل لطول موجة الضوء الأزرق. وينتج عن ذلك تشتت الضوء الأزرق أو تستوعبة حبيبات الغبار، وتزيل بفعالية موجات الضوء الأقصر التي تصل إلينا وتبدو الأجسام باهتة ومحمرة (إحمرار ما بين النجوم) مما هي عليه في الواقع.